# Monte Rosamarina e Cozzo Famò
Monte Rosamarina e Cozzo Famò este o arie protejată (arie specială de conservare — SAC, sit de importanță comunitară — SCI) din Italia întinsă pe o suprafață de 236 ha, integral pe uscat.

## Localizare
Centrul sitului Monte Rosamarina e Cozzo Famò este situat la coordonatele 37°57′38″N 13°39′39″E / 37.960522°N 13.660955°E.

## Înființare
Situl Monte Rosamarina e Cozzo Famò a fost declarat sit de importanță comunitară în septembrie 1995 pentru a proteja 1 specie de plante și 12 specii de animale. Situl a fost protejat și ca arie specială de conservare în decembrie 2015.

## Biodiversitate
Situată în ecoregiunea mediteraneană, aria protejată conține 7 habitate naturale: Păduri de Quercus ilex și Quercus rotundifolia, Pseudostepă cu ierburi și specii anuale de Thero-Brachypodietea, Râuri mediteraneene cu debit intermitent, cu specii de Paspalo-Agrostidion, Tufărișuri termo-mediteraneene și de pre-deșert, Galerii de Salix alba și de Populus alba, Pante stâncoase calcaroase cu vegetație casmofită, Grohotișuri termofile și vest-mediteraneene.
La baza desemnării sitului se află mai multe specii protejate:
- plante (1): Dianthus rupicola
- păsări (12): fâsă-de-câmp (Anthus campestris), fâsă de luncă (Anthus pratensis), șoim călător (Falco peregrinus), vânturel de seară (Falco vespertinus), muscar negru (Ficedula hypoleuca), sfrâncioc cu cap roșu (Lanius senator), ciocârlie de pădure (Lullula arborea), prigoare (Merops apiaster), gaia neagră (Milvus migrans), viespar (Pernis apivorus), silvie roșcată (Sylvia cantillans), pupăză (Upupa epops)

Pe lângă speciile protejate, pe teritoriul sitului au mai fost identificate 47 de specii de plante, 8 specii de păsări, 1 specie de reptile.